# Martin J. Sherwin
Martin Jay Sherwin (New York, 2 luglio 1937 – Washington, 6 ottobre 2021) è stato uno storico e scrittore statunitense, considerato un esperto in storia delle armi nucleari.

## Biografia
Nato nel quartiere di Brooklyn a New York, si iscrive al Dartmouth College con l'obiettivo di dedicarsi alla medicina. Tuttavia, ha continuato a studiare geologia e filosofia, laureandosi infine nel 1959 con un Bachelor of Arts in storia. Sherwin ha conseguito il dottorato in storia presso l'Università di Los Angeles. La sua tesi di dottorato, studiando la strategia atomica dell'allora presidente Harry S. Truman, venne tramutata nel suo primo libro, A World Destroyed: The Atomic Bomb and the Grand Alliance.
Dopo aver completato gli studi, Sherwin entrò per un breve periodo nella United States Navy, prestando servizio come ufficiale dell'intelligence alle Hawaii e in Giappone. È entrato a far parte dell'Università Tufts come membro della facoltà nel 1980 e ha fondato il Center for Nuclear Age History and Humanities a Tufts. Ha anche lavorato con il fisico russo Evgenij Velichov per stabilire una collaborazione per gli studenti della Tufts e dell'Università statale di Mosca. Si è ritirato dalla Tufts nel 2007. Ha anche insegnato alla George Mason University e all'Università di Princeton.
La ricerca di Sherwin si è concentrata maggiormente sulle armi nucleari, dal loro sviluppo iniziale presso il Los Alamos National Laboratory, come parte del progetto Manhattan, fino ai bombardamenti atomici di Hiroshima e Nagasaki e la crisi dei missili cubani, una parte della situazione di stallo della Guerra Fredda tra l'Unione Sovietica e gli Stati Uniti nel 1962. Ha sostenuto migliori controlli di sicurezza, migliori sistemi di comunicazione e una riduzione complessiva delle testate nucleari, sostenendo che la terza guerra mondiale è stata scongiurata in gran parte per caso e la minaccia di un disastro nucleare incombeva ancora.
Nel 2005, insieme allo scrittore Kai Bird, ha collaborato alla stesura della biografia del padre della bomba atomica J. Robert Oppenheimer, intitolata Robert Oppenheimer, il padre della bomba atomica. Il trionfo e la tragedia di uno scienziato (American Prometheus: The Triumph and Tragedy of J. Robert Oppenheimer), frutto di un lavoro durato due decenni iniziato solamente da Sherwin prima della sua collaborazione con Bird per finirlo e che fece vincere loro nel 2006 il premio Pulitzer per la biografia e autobiografia. Nel 2023 il libro è stato adattato dal regista Christopher Nolan nel film Oppenheimer.
Malato di cancro ai polmoni, morì all'età di 84 anni il 6 ottobre 2021.

## Vita privata
È stato sposato con Susan Smulker, dalla quale ha avuto due figli, una dei quali morta prematuramente nel 2010.

## Opere
- A World Destroyed: The Atomic Bomb and the Grand Alliance, Random House Inc, 1975.
- The Wizards of Armageddon, Stanford University Press, 1991.
- A World Destroyed: Hiroshima and Its Legacies, scritto con Robert J. Lifton, Stanford University Press, 2003.
- Robert Oppenheimer, il padre della bomba atomica. Il trionfo e la tragedia di uno scienziato, scritto con Kai Bird, Atlantic Books, 2005.
- The Ruin of J. Robert Oppenheimer: And the Birth of the Modern Arms Race (prefazione), di Priscilla Johnson McMillan, Penguin Books, 2005.
- Gambling with Armageddon: Nuclear Roulette from Hiroshima to the Cuban Missile Crisis, Vintage, 2020.